# Holotrichia nathani
Holotrichia nathani är en skalbaggsart som beskrevs av Frey 1971. Holotrichia nathani ingår i släktet Holotrichia och familjen Melolonthidae. Inga underarter finns listade i Catalogue of Life.